# Bamseungen
Bamseungen (norwegisch für Bärenjunges; russisch Гора Хабарова Gora Chabarowa) ist ein 1830 m hoher Berggipfel im ostantarktischen Königin-Maud-Land. Im Gebirge Sør Rondane ragt er zwischen dem Kreitzerisen und dem Hansenbreen auf der Nordseite des Bamsefjell auf.
Norwegische Wissenschaftler benannten ihn in Anlehnung an die Benennung des Bamsefjell (norwegisch für Bärenberg).